# پورتیس‌هد
پورتیس‌هد (به انگلیسی: Portishead) نام گروه انگلیسی است که اصلیتی از بریستول دارد. پورتیس‌هد یکی از پایه‌گذاران اصلی سبک تریپ هاپ به‌شمار می‌رود که آلبوم‌هایی با فاصله زمانی انتشار بالا و نقدهای مثبت دارد.

اعضای پورتیس‌هد شامل بث گیبنز، جف بارو و آدریان اوتلی است. گاهی از دیو مک‌دونالد که مهندس صدای آلبوم «موهومی» بوده‌است نیز یاد می‌شود.

## آلبوم‌ها
- کودن (۱۹۹۴)
- پورتیس‌هد (۱۹۹۷)
- سومین (۲۰۰۸)